# Monastère de Toploú
Le monastère Toploú (en grec moderne : Μονή Τοπλού) est un monastère du XVe siècle, près de la ville de Sitia à l'est de la Crète, dédié à la Vierge Marie et à Jean de Patmos.
On peut y voir une importante collection d'icônes byzantines.